# John Mackintosh Howie
John Mackintosh Howie (23 de maio de 1936 – 26 de dezembro de 2011) foi um matemático escocês, especialista em semigrupos. Howie estudou no Balliol College (Oxford).
Recebeu o Medalha Keith de 1979. Foi Regius Professor de Matemática da Universidade de St. Andrews de 1970 a 1997. Nenhum sucessor desta cátedra foi nomeado até 2015, quando Igor Rivin assumiu o cargo.